# Rotiferophthora lunatospora
Rotiferophthora lunatospora är en svampart som beskrevs av Glockling 1994. Rotiferophthora lunatospora ingår i släktet Rotiferophthora och familjen Cordycipitaceae.   Inga underarter finns listade i Catalogue of Life.